# Alexeï Petrovitch Pavlov
Alexei Petrovitch Pavlov (russe : Алексей Петрович Павлов 1er décembre 1854, Moscou, Empire russe - 9 septembre 1929 , Bad Tölz, Bavière, Allemagne) est un géologue et paléontologue impérial russe, qui apporte une contribution significative dans le domaine de la stratigraphie. 

## Présentation
Il est professeur à l'Université impériale de Moscou et académicien de l'Académie impériale des sciences de Saint-Pétersbourg. Il publie plus de 160 ouvrages, notamment dans les domaines de la stratigraphie et de la paléontologie.
Il est marié à Maria Pavlova qui est connue pour son travail de paléontologue et d'académicien. Le Musée de paléontologie de l'Université d'État de Moscou est nommé pour les honorer conjointement pour leurs contributions dans le domaine.